# Dinoptera collaris
Dinoptera collaris es una especie de escarabajo longicornio del género Dinoptera, tribu Rhagiini, subfamilia Lepturinae. Fue descrita científicamente por Linné en 1758.
La especie se mantiene activa durante los meses de mayo, junio, julio y agosto.

## Descripción
Mide 5,5-9,5 milímetros de longitud.

## Distribución
Se distribuye por casi toda Europa, China, Irán y Kazajistán.